# Славиша Йоканович
Славиша Йоканович (на сръбски: Slaviša Jokanović) е сръбски треньор, роден на 16 август 1968 г. във Нови Сад, бивша Югославия, днес Сърбия. Бивш старши треньор на българския Левски София.

## Клубна кариера
Славиша Йоканович започва кариерата си като футболист в местния клуб ФК Нови Сад. Стъпките му в мъжкия футбол тръгват от Войводина (Нови Сад) като полузащитник. С тимът от родния му град печели титлата на Югославия през 1989 г. под ръковоството на Люпко Петрович. За 2 години престой изиграва 54 мача и бележи 10 гола преди да бъде трансфериран в Партизан (Белград). С фланелката на „гробарите“ записва общо 3 сезона като реализира 12 гола в 61 мача и помага на отбора в извоюването на купата на Югославия през 1992 г. и титлата на страната през 1993 г.
След силният период в Белград, и дни преди избухването на войната в Югославия, Йоканович е трансфериран в испанския Реал Овиедо. Там той става съотборник с имена като Роберт Просинечки, Никола Йеркан и Янко Янкович. С клубът от Астурия записва 62 мача, в които бележи 12 гола. След солидното си представяне в Овиедо през лятото на 1995 г. Славиша преминава в Тенерифе, където се задържа цели 4 години и се утвърждава като ключов играч в тима. През сезон 1996–1997 в мач срещу Барселона от испанската Примера дивисион Йоканович вкарва хеттрик, с който помага за крайния успех с 4:0 над каталунците.
Силният период на Канарските острови довежда до трансфер на Йоканович през лятото на 1999 г. в друг испански клуб – Депортиво (Ла Коруня). В отбора сформира добър тандем в халфовата линия заедно с бразилците Донато и Мауро Силва. Макар и вече навършил 31 години, именно при галисийците Йоканович постига най-големия си успех като футболист, печелейки титлата на Испания през 2000 г. Това е и единствената титла в цялата история на Депортиво. През лятото на 2000 г. с отбора печели и Суперкупата на страната след победа на финала над Еспаньол с 2:0.
През октомври 2000 г. напуска Испания в посока английския Челси за сумата от 1.7 милиона паунда. В лондонския клуб Йоканович е със статута на резерва и рядко се включва в игра. За периода си до юли 2002 г., когато е освободен, записва 39 мача за отбора без отбелязан гол. След неособено успешния период в Англия Йоканович се връща обратно в Испания, където завършва кариерата си в местния Сиудад де Мурсия.

## Международна кариера
Славиша Йоканович дебютира за националния отбор на Югославия през 1991 г. в контрола срещу Турция. Постепенно се утвърждава като редовен играч в селекцията на „плавите“. Помага и за класирането на отбора на Евро 1992, което така и не се осъществява заради избухването на войната в бивша Югославия. Заради поредицата от военни конфликти в региона националният отбор пропуска и световното първенство в САЩ през 1994 г. и европейското през 1996 г. в Англия.
През 1998 г. Йоканович и „репрезентацията“ успяват да се класират на световното първенство във Франция. Националният отбор успява да стигне до 1/8 финалите след като печели 7 точки в предварителната група с Германия, САЩ и Иран. В преките елиминации обаче тимът е елиминиран от Холандия. Йоканович взима участвие в абсолютно всичките двубои на отбора.
2 години по-късно Югославия с Йоканович в състава се класира и на европейското първенство в Белгия и Холандия през 2000 г.. На самото първенство югославяните отново прескачат групата си след победа над Норвегия, равенство със Словения и загуба с 3:4 от Испания. Именно в мача срещу Ла Фурия Йоканович получава червен картон, който го изважда от сметките за 1/4 финалната фаза. Там Югославия отново среща Холандия и губи с 1:6.
През 2002 г. след 64 изиграни мача и 10 вкарани гола Славиша Йоканович слага край на кариерата си в националния отбор.

## Треньорска кариера
През есента на 2007 г. Йоканович започва треньорската си кариера начело на Партизан (Белград). Остава 2 години начело на „гробарите“, в които на два пъти постига дубъл с отбора (2008 и 2009 г.). През 2008 г. печели наградата „Треньор на годината“ в Сърбия, но я отказва под претекст, че Партизан се е провалил в груповата фаза на турнирата за Купата на УЕФА. През 2009 г. защитава титлата на Сърбия с преднина от цели 19 точки пред втория в класирането Войводина. Въпреки това през септември същата година се разделя с ръководството на клуба заради незадоволителните резултати на клуба в европейските турнири и по-конкретно в Шампионската лига, за която Йоканович имаше амбиции да класира отбора в груповата фаза.
Йоканович се разделя с Партизан написвайки и прощално писмо, адресирано до феновете на „гробарите“.
През февруари 2012 г. Йоканович отново се завръща във футболните среди като треньор на тайландския Муангтонг Юнайтед. В местното първенство Славиша извежда отбора до трета титла в историята без да загуби нито един мач през целия сезон. През юни 2013 г. решава да напусне клуба. 1 месец по-късно наследява Николай Митов начело на Левски София.
През октомври 2013 г. едва 2 месеца и половина след назначаването си Йоканович напуска поста си в Левски заради поредица от слаби резултати, макар „сините“ да са записали само 2 загуби под негово ръководство. Освобождаването му от клуба идва броени дни преди вечното дерби срещу ЦСКА.
В началото на май 2014 г. Йоканович е назначен за треньор на втородивизиония испански клуб Херкулес. Сърбинът поема тимът в зоната на изпадащите на 3 точки от спасителната зона при 5 оставащи кръга от шампионата, но не успява да го спаси и след края на сезона е освободен.
През есента на същата година е назначен за мениджър на отбора от Чемпиъншип Уотфорд. С тимът губи драматично титлата на Чемпиъншип в последния кръг, но въпреки това завършва на 2-ро място и печели директна промоция за Премиършип.

## Успехи

### Клубна кариера
Войводина (Нови Сад)
- Шампион на Югославия (1): 1989

 Партизан (Белград)
- Шампион на Югославия (1): 1993
- Купа на Югославия (1): 1992

 Депортиво Ла Коруня
- Шампион на Испания (1): 2000
- Суперкупа на Испания (1): 2000

### Треньорска кариера
Партизан (Белград)
- Шампион на Сърбия (2): 2008, 2009
- Купа на Сърбия (2): 2008, 2009

 Муангтонг Юнайтед
- Шампион на Тайланд (1): 2012